# A szentjánosbogarak fényének erdeje
A szentjánosbogarak fényének erdeje (蛍火の杜へ; Hotarubi no mori e) one-shot sódzso manga, melyet Midorikava Juki írt. Japánban a LaLa DX 2002. júliusi számában jelent meg, 2003. júliusban pedig újból kiadták egy azonos című tankóbon novelláskötetben, amely Midorikava négy romantikus one-shot történetét tartalmazta. A szentjánosbogarak fényének erdeje egy Hotaru nevű fiatal lány történetét meséli el, és barátságát Ginnel, egy különös, maszkot viselő fiatalemberrel, akivel hatévesen találkozik egy hegyi erdőben, nagyapja vidéki otthona közelében. Hotaru megtudja, hogy barátja természetfeletti, és ha egy ember megérinti, Gin örökre eltűnik. Hotaru minden nyáron visszatér, hogy időt töltsön Ginnel, és kapcsolatuk érlelődik, miközben mindketten küzdenek a korlátaival.
Az ihlet a történet megírásához hirtelen jött Midorikava számára, azonnal meg is rajzolta a mangát. A folyamat néhány kezdeti ellentmondásos elem ellenére zökkenőmentesen zajlott. A szentjánosbogarak fényének erdeje Midorikava legismertebb műve, a Nacume júdzsincsó kiindulópontjának tekinthető.
A Brain’s Base animestúdióban 2011-ben készült egy 44 perces animefilm azonos címmel, amit Ómori Takahiro írt és rendezett. A filmben a főszereplőket Szakura Ajane és Ucsijama Kóki szeijúk szólaltatták meg, a filmzenét pedig Josimori Makoto szerezte. A film 2011. szeptember 17-i bemutatást követően hónapokig komoly figyelmet kapott Japánban. Az európai premierje 2011. október 8-án volt a Scotland Loves Animation fesztiválon, ahol elnyerte a zsűri díját. A Leeds-i Nemzetközi Filmfesztiválon, az Anime Contents Expón és az Anime Expón is vetítették, emellett a 66. Mainichi Film Awardon elnyerte az Animációs Filmdíjat is.
Az anime Japánban 2012. február 22-én jelent meg DVD-n és BD-n. Az eredeti mangához és az animefilmhez kapcsolódó további történetek Hotarubi no mori e tokubecuhen (蛍火の杜へ 特別編; Hepburn: Hotarubi no mori e tokubetsuhen) címmel jelentek meg a manga emlékkiadásában, 12 nappal az anime megjelenése előtt. Mind az emlékkiadás, mind a limitált kiadású BD a 13. helyen végzett Japánban az Oricon eladási listáján, röviddel megjelenésük után. Szakura arról számolt be, hogy erős érzelmeket váltott ki nála a történet, miközben Hotaru hangját adta, Midorikava pedig elismerte, hogy a történet pozitív hatással volt karrierjére. A bírálók általánosan dicsérték az animefilmet szépségéért, egyszerűségéért és gyengédségéért, Mijazaki Hajao és a Studio Ghibli, illetve Sinkai Makoto munkáihoz hasonlítva. Kevés negatív kritikát kapott, leggyakrabban a rövid játékidőt bírálták.

## Cselekmény
Az eredeti Hotarubi no mori e sódzso manga és az animefilm egy hatéves, Takegava Hotaru nevű lány történetét meséli el, aki eltéved egy hegyi szellem, valamint jókaiok által lakott erdőben. Egy Gin nevű, maszkot viselő, emberszerű entitás talál rá, aki elmondja Hotarunak, hogy a hegyi szellem átka tartja ezen a világon, és ha egy ember megérinti, örökre eltűnik. Gin ezután készségesen kivezeti Hotarut az erdőből. Hotaru a következő napokban visszatér az erdőbe, hogy meglátogassa Gint, és a kapcsolatuk korlátai ellenére barátokká válnak. Bár a nyár végén el kell hagynia Gint, hogy visszatérjen a városba és tanulhasson, Hotaru megígéri neki, hogy minden nyári szünetben visszatér meglátogatni.
Ahogy telnek az évek, Gin alig öregszik, míg Hotaru fizikailag érettebbé válik, és egyre közelebb kerül a fiú látszólagos korához. A serdülőkorba érve Hotaru küszködni kezd a bimbózó románcukkal és a bizonytalan közös jövőjükkel kapcsolatban, miközben Gin azt kívánja, bárcsak megérinthetné és karjai közt tarthatná a fiatal nőt, akivé Hotaru vált. Amikor Hotaru eléri a középiskolás kort, Gin elviszi randevúzni egy fesztiválra az erdőbe, ami a szellemeknek ad otthont. Az éjszaka azonban tragédiával végződik, amikor Gin tévedésből megérint egy ember kisfiút – abban a hiszemben, hogy szellem –, aki belopakodott a szellemfesztiválra, de mielőtt eltűnne, ő és Hotaru megölelik egymást és megvallják egymás iránti szerelmüket. A történet azzal ér véget, hogy Hotaru elfogadja fájdalmát, és folytatja életét, bár mindig kincsként fogja őrizni a Ginnel töltött idő emlékeit. A történet 2011-es animefilmes adaptációja a manga összes eseményét követi, és csak néhány további jelenetet ad hozzá.
A 2011-ben megjelent Hotarubi no mori e tokubecuhen egy rövid epizóddal bővíti az eredeti történetet Gin szemszögéből. Amikor a tinédzser Hotaru a nyár végén elhagyná az eredőt, megoszt egy pudingot Ginnel. Hotaru távozása után a jókaiok megpróbálják felvidítani Gint azzal, hogy hoznak neki néhány datolyaszilvát, ami az egyik legértékesebb csemege a hegyen. Az ízétől lenyűgözött Gin arra gondol, hogy jövőre megosztja ezt a datolyaszilvát Hotaruval. Miután megbeszélték a datolyaszilva tartósításának módjait a jókaiokkal és egy Macumino nevű szellemmel, Gin elindul, hogy jeget keressen a legmagasabb hegycsúcson, de csalódik, amikor nem talál, tekintve, hogy nyár van. Amikor Gin karcolásokkal teli tér vissza a meddő jégkutatásból, Macumino megsajnálja őt, és felajánlja, hogy elviszi a Hotarunak szánt datolyaszilvát. Mivel azonban nem tudja, hogy hol lakik a lány, Macumino eltéved és megéhezik. Miután Hotaru megtalálása sikertelenségbe fullad, Macumino visszatérve bocsánatot kér Gintől, amiért út közben megette a datolyaszilvát, és Gin megbocsát neki. A történet azzal zárul, hogy Gin a következő nyáron meglátja Hotarut, és azon töpreng, vajon képes lesz-e elmondani neki, hogy mit érez iránta.

## Szereplők
| Szereplő                                                                                        | Japán hang        | Magyar hang                    |
| ----------------------------------------------------------------------------------------------- | ----------------- | ------------------------------ |
| Takegava Hotaru (竹川蛍; Hepburn: Takegawa Hotaru)                                              | Szakura Ajane     | Horváth Nikoletta              |
| Gin (ギン; Hepburn: Gin)                                                                        | Ucsijama Kóki     | Pénzes Zsigmond                |
| Hotaru nagypapája                                                                               | Cudzsi Sinpacsi   | Bartók László                  |
| Hotaru édesanyja                                                                                | Szavada Izumi     | Oláh Orsolya                   |
| Rjóta (亮太; Hepburn: Ryōta)                                                                    | Taja Hajato       | Gardrób Stúdió-Bálint          |
| árnyék jókai                                                                                    | Jamamoto Kanehira | Csökmei Henrik                 |
| bükkfa kéz jókai                                                                                | Macsida Maszanori | Gargya Márk                    |
| oroszlán jókai                                                                                  | Gotó Hiroki       | Dömötör Naomi                  |
| maszkos fiútestvér (öccs)                                                                       | Imai Aszami       | Fanni Kurumichu Gyetvai Martin |
| maszkos lánytestvér (nővér)                                                                     | Ucsida Mami       | Fanni Kurumichu Gyetvai Martin |
| gyerek a fesztiválon                                                                            | Tasiro Kumiko     | Fanni Kurumichu Gyetvai Martin |
| további magyar hangok: Baráth Áron – híradós, Guba Tamás, Csökmei Henrik, Gardrób Stúdió-Bálint |                   |                                |

## Megvalósítás

### Manga
A szerző, Midorikava Juki az Aizoban Hotarubi no mori e újranyomat utószavában kifejtette, hogy a történet ötlete könnyebben született meg, mint addig bármely más műve esetében. Bár eredetileg a Hotarubi no Mori e-hez hasonló, kihívást jelentő történetet csak aztután tervezett írni, miután már több tapasztalatot szerzett a mangaírásban, úgy döntött, hogy hamarabb hozzáfog a műhöz, amikor váratlanul kipattant a fejéből a történet ötlete. Midorikava, tartva attól, hogy elfelejti az ötleteit, azonnal elkezdett rajzolni, és az írás is zökkenőmentesen haladt, annak ellenére, hogy számos, egymásnak ellentmondó elképzelése volt a történet kidolgozásával kapcsolatban.
A történet Midorikava azon szándékából született, hogy lerajzoljon néhány jelenetet. Érdeklődése középpontjában egy olyan jelenet megrajzolása állt, amelyben egy fiú kikerül egy feléje zuhanó lányt. Szeretett volna egy árnyékos nyári erdőt is rajzolni, ami lehetővé teszi számára, hogy kibővítse a mangában használt tónusok és feketék skáláját. Harmadik inspirációként a korábban rajzoltaknál csendesebb nyári fesztivál ábrázolásának szándéka szolgált. Gin fesztiválon viselt maszkját úgy alkotta meg, hogy egy róka arcára hasonlítson, de a tipikus, résnyire húzott szemeit ovális szemekre cserélte, hogy a maszknak „kísérteties”, hibrid róka-főemlős megjelenést kölcsönözzenek.
Hotaru és Gin természetfeletti szerelmi történetét Midorikava legismertebb műve, a Nacume júdzsincsó kiindulópontjának tekintik, amely szintén az emberek és a jókaiok (néha ajakasiként utalnak rájuk) közötti balsorsú interakciókat ábrázol. Mindkét történetben az élethosszbeli különbségek és más leküzdhetetlen akadályok árnyékolják be kapcsolataikat és egymás megértésére irányuló kísérleteiket.
Az animefilm 2011-es mozibemutatója előtt Midorikava kiadott egy további fejezetet a történethez, a Hotarubi no Mori e tokubecuhent. Mivel az eredeti történet már kész volt, és kezdetben kellemetlennek érezte a kiegészítést, ezért inkább úgy döntött, hogy Gin szemszögéből bővíti ki a történetet.

### Anime

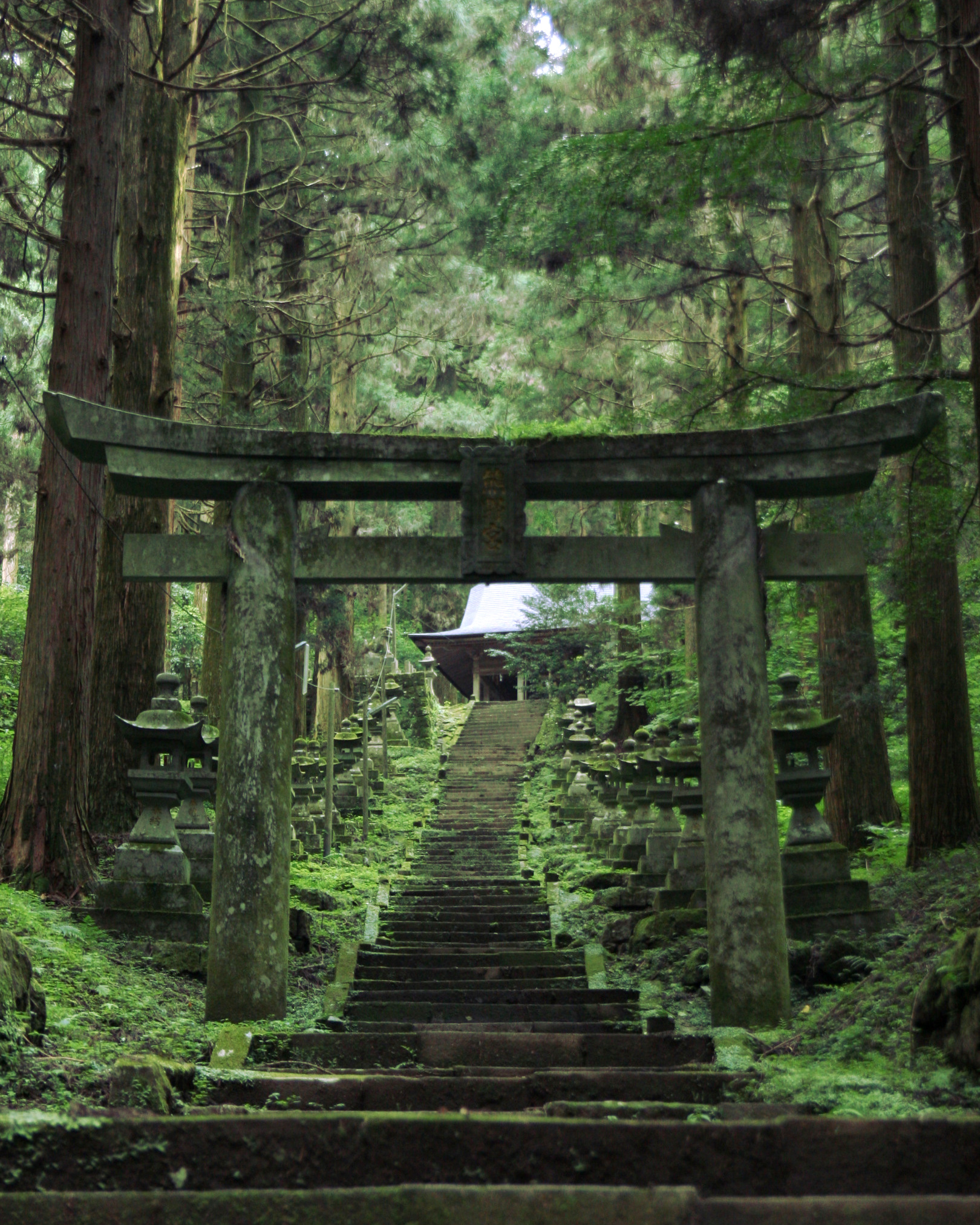
A manga és az anime fő helyszínének alapjául a Kumamoto prefektúrában található Kamisikimi Kumanoimaszu szentély szolgált

Szató Jumi animációs rendező elmondása szerint az anime projekt abból a személyes vágyából született, hogy meganimálja az eredeti mangát, amit élvezett. A projektet 2011 elején hagyták jóvá, és a film egyik producere, Jokojama Ajako szerint az animét eredetileg OVA-nak tervezték, amelyet a mozikban nem mutattak volna be. A Nacume júdzsincsó népszerűsége, melyet szintén Midorikava írt és ugyanaz a produkciós stáb fejlesztett, azonban biztosította a szükséges támogatást egy animefilm elkészítéséhez. A filmet a Brain’s Base stúdió készítette, Ómori Takahiro rendezte, a főszerepkeben Szakura Ajane, mint Hotaru és Ucsijama Kóki, mint Gin szeijúk hallhatók. Szató korábban rendszeresen együtt dolgozott Jokojamával. A többi stábtag között volt Takata Akira (figuraterv), Sibuja Kjóko (rajz), Mijavaki Hiromi (színterv), Tamura Hitosi (operatőr) és Szeki Kazuhiko (vágó). Az animefilmnek rövidsége miatt nagyon kis stábja volt, és belföldön gyártották, ellentétben a Nacume júdzsincsó televíziós animesorozattal, amelyet főként más országokba szerveztek ki, ami az animegyártásban általánosan bevett gyakorlat.
2011 márciusában, a gyártás felénél a tóhokui földrengés és cunami sújtotta Japánt. A nemzeti tragédia ellenére a stáb folytatta a gyártási munkát, és Ómori elmondása szerint a csapat abban reménykedett, hogy munkájuk segít begyógyítani a sebeket, ha az emberek elég időt kapnak a talpra álláshoz. Ómori feltételezése szerint ez volt az egyik oka az anime erős pozitív fogadtatásának és a később kapott díjaknak.
A manga helyszínének alapjául egy Kumamoto prefektúra területén található sintó szentély szolgált, amelyet Kamisikimi Kumanoimaszu szentély néven ismernek, és amely Izanagi-no-Mikoto és Izanami-no-Mikoto mitológiai alakok nevéhez fűződik. Az animációs stáb két órát töltött azzal, hogy olyan helyszíneket keressen, amelyekre alapozhatják rajzaikat. Mivel a történet egy hegyi isten erdejében játszódik, Ómori egy „más világot” kívánt megeleveníteni, ahol a háttérben elterülő táj homályos, a kék ég pedig kissé világosabb a szokásosnál. Ómori és csapata különös figyelmet fordított a fényviszonyokra és a színekre, az erdőt homályossá tették a lombkoronán átszűrődő és a karakterekre megfelelő intenzitással érkező fénnyel. A világos és sötét kontrasztját a fesztiváljelenetben is használták, hogy hangsúlyozzák az erdő bizarr jellegét, emlékeztetve a közönséget, hogy Hotarunak nem szabadna ott lennie. Mivel a nyárnak nagy jelentősége van a történetben, Ómori szándékosan sok nyári jelenetet tett a filmbe, többek között susogó levelekkel és kabócák ciripelésével.
Ómori elmondása szerint a nyitójelenet ötletét Jokojama javasolta; a hagyományos filmművészetet követve, a fő történethez közvetetten kapcsolódó jelenetek képei kerültek lejátszásra, miközben a főcím megjelent. Eredetileg Gin Hotaruval való találkozása előtti életét is be akarták bemutatni, Ómori azonban hagyta, hogy a néző döntse el, időben milyen viszonyban áll a fő történettel. Ómori azt választotta, hogy Hotaru narrációját a történet fő eseményei utáni időpontban kezdi; Hotarut egy 18 éves lányként mutatva be, aki éppen most végzte el a középiskolát, és éppen a visszafelé vezető úton tart, hogy meglátogassa az erdő közelében élő rokonait. Azzal, hogy Hotaru visszatekintve meséli el a történetet, Ómori úgy gondolta, hogy ez még emberibbé teszi a történetet, és több értelmet ad a zárójelenetnek, ahol Hotaru a jövőre vonatkozó reményeit fejezi ki azzal, hogy: „Gyerünk, menjünk!”.
Ómori véleménye szerint a manga animébe adaptálásának egyik nehézsége az volt, hogy a Hotaru és Gin között kialakuló kapcsolatot vizuálisan kellett bemutatni, nem pedig monológ formájában. Ennek egyik eszköze Hotaru magasságának évről évre történő változásának felhasználása volt, és azáltal, hogy finoman megmutatják lépéseik hosszának egyáshoz közeledését járás közben, a közönség érzékelheti a főszereplők kapcsolatában bekövetkezett változást. Ómori az iskolai életének részletesebb bemutatásával is mélyebb képet akart adni Hotaru karakteréről. Bár a manga egy rövid bepillantást engedett középiskolás életébe, az anime Hotaru életének mindkét oldaláról tartalmazott jeleneteket.
Ómori a film vázlatát megosztotta Josimori Makoto zeneszerzővel, hogy a film tempójához illő zenét írhasson. A zárótémával kapcsolatban azonban voltak nézeteltéréseik, amelyeket hosszasan vitattak meg e-mailben. Bár egyikük sem volt hajlandó kompromisszumra a legfontosabb pontokban, a kérdés végül rendeződött, és a zárótémát véglegesítették.
Hotaru szinkronhangja, Szakura Ajane, aki rajongója Midorikavának, és az eredeti mangát is birtokolja, egy interjúban megemlítette, hogy izgatott volt a meghallgatástól, és boldogsággal tölöttötte el, hogy végül ő kapta a szerepet, és azt is bevallotta, hogy könnyeket hullatott a felvétel közben. Ucsijama Kóki, aki Gint alakította, elolvasta a mangát a meghallgatásra, és bevallotta, hogy eleinte aggódott amiatt, hogyan fogja alakítani embernek látszó, de „másvilági” karakterét, habár a munka jó érzéssel töltötte el. A filmhez előzetesen rögzítették a hangot az animáció elkészítése előtt, de később a végleges változathoz újra felvették. Ómori szerint ez lehetővé tette, hogy az animáció hangsúlyozza a párbeszédek természetes szüneteit, és a szereplők határozzák meg a ritmust és a tempót.

## Médiamegjelenések

### Manga
A manga először a Hakusensha LaLa DX magazinjának 2002. júliusi számában jelent meg Japánban. 2003. július 5-én adták ki újra a Hotarubi no mori e című tankóbon novelláskötetben, ami Midorikava négy, korábban publikált romantikus one-shot történetét tartalmazta. A címadó novellán kívül a könyvben szerepelt a Hanauta nagaruru (花唄流るる) (2003. április), a Kurukuru ocsiba (くるくる落ち葉; Hepburn: Kurukuru ochiba) (2002. november) és a Hibi fukaku (ひび、深く) (2003. január). A 2003-as tankóbon novellagyűjtemény mind a négy one-shot története más évszakban játszódik: a Hanauta nagaruru tavasszal, a Hotarubi no mori e nyáron, a Kurukuru ocsiba ősszel és a Hibi fukaku télen. A tankóbonon belül tavasztól télig sorba rendezték a történeteket, bár eredetileg más sorrendben jelentek meg. 2012. május 15-éig a tankóbon 19 kiadást ért meg.
2011. szeptember 5-én, 12 nappal az animefilm japán premierje előtt egy új történetet tettek közzé a Hotarubi no mori e című filmhez kapcsolódóan, az eredeti manga Aizoban Hotarubi no mori e (愛蔵版 蛍火の杜へ) című emlékkiadásának részeként. A 12 oldalas történet, melynek címe Hotarubi no mori e tokubecuhen (蛍火の杜へ 特別編; Hepburn: Hotarubi no mori e tokubetsuhen), egyike az emlékkiadásban szereplő négy novellának. Az emlékkiadás tartalmazza az eredeti Hotarubi no mori e történetet és Midorikava két másik régebbi művét is: Taion no kakera (体温のかけら) (2003) és Hosi mo mienai (星も見えない; Hepburn: Hoshi mo mienai) (2005).
| Kötet | Cím | Cím                                             | Megjelenési dátum                               | Megjelenési dátum |  |
| Kötet | Japán | Japán                                           | Japán                                           | Japán             |  |
| --- | --- | ----------------------------------------------- | ----------------------------------------------- | ----------------- |  |
| | |                                                 |                                                 |                   |  |
| | Hotarubi no mori e (蛍火の杜へ) | Hotarubi no mori e (蛍火の杜へ)                 | 2003. július 5.                                 | 2003. július 5.   |  |
| Fejezetek - 1. történet: Hanauta nagaruru (花唄流るる; Hepburn: Hanauta nagaruru) - 2. történet: Hotarubi no mori e (蛍火の杜へ; Hepburn: Hotarubi no mori e) - 3. történet: Kurukuru ocsiba (くるくる落ち葉; Hepburn: Kurukuru ochiba) - 4. történet: Hibi fukaku (ひび、深く; Hepburn: Hibi fukaku) | Fejezetek - 1. történet: Hanauta nagaruru (花唄流るる; Hepburn: Hanauta nagaruru) - 2. történet: Hotarubi no mori e (蛍火の杜へ; Hepburn: Hotarubi no mori e) - 3. történet: Kurukuru ocsiba (くるくる落ち葉; Hepburn: Kurukuru ochiba) - 4. történet: Hibi fukaku (ひび、深く; Hepburn: Hibi fukaku) | Szereplő(k) a borítón Gin, Hotaru Oldalszám 163 | Szereplő(k) a borítón Gin, Hotaru Oldalszám 163 |                   |  |
| ISBN: ISBN 978-4-592-17890-3 | |                                                 |                                                 |                   |  |

| Kötet | Cím | Cím                                             | Megjelenési dátum                               | Megjelenési dátum   |  |
| Kötet | Japán | Japán                                           | Japán                                           | Japán               |  |
| --- | --- | ----------------------------------------------- | ----------------------------------------------- | ------------------- |  |
| | |                                                 |                                                 |                     |  |
| | Aizoban Hotarubi no mori e (愛蔵版 蛍火の杜へ) | Aizoban Hotarubi no mori e (愛蔵版 蛍火の杜へ)  | 2011. szeptember 5.                             | 2011. szeptember 5. |  |
| Fejezetek - 1. történet: Hotarubi no mori e (蛍火の杜へ; Hepburn: Hotarubi no mori e) - 2. történet: Taion no kakera (体温のかけら; Hepburn: Taion no kakera) - 3. történet: Hosi mo mienai (星も見えない; Hepburn: Hoshi mo mienai) - 4. történet: Hotarubi no mori e tokubecuhen (蛍火の杜へ 特別編; Hepburn: Hotarubi no mori e tokubetsuhen) | Fejezetek - 1. történet: Hotarubi no mori e (蛍火の杜へ; Hepburn: Hotarubi no mori e) - 2. történet: Taion no kakera (体温のかけら; Hepburn: Taion no kakera) - 3. történet: Hosi mo mienai (星も見えない; Hepburn: Hoshi mo mienai) - 4. történet: Hotarubi no mori e tokubecuhen (蛍火の杜へ 特別編; Hepburn: Hotarubi no mori e tokubetsuhen) | Szereplő(k) a borítón Gin, Hotaru Oldalszám 165 | Szereplő(k) a borítón Gin, Hotaru Oldalszám 165 |                     |  |
| ISBN: ISBN 978-4-592-19840-6 | |                                                 |                                                 |                     |  |

### Anime

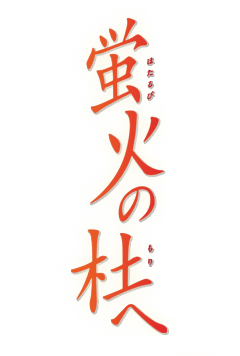
A film logója

A Hotarubi no mori e azonos című, 44 perc hosszúságú animefilm-feldolgozása műfajilag filmdrámaként és románcként kategorizálható. A filmet 2011 márciusában szerették volna levetíteni a csibai Anime Contents Expón a Nacume júdzsincsó egy újabb animefeldolgozásával együtt, azonban a 2011-es tóhokui földrengés és cunami következtében az eseményt törölték. A film premierdátumát 2011. június 4-én jelentették be a film hivatalos weboldalán. 2011. június 18-án különleges elővételes jegyeket árultak, valamint egy ingyenes posztert is kínáltak korlátozott számban. Körülbelül egy héttel később négy, az anime főszereplőire fókuszáló televíziós reklámot streameltek a film hivatalos weboldaláról. Tizenhat nappal a hivatalos bemutató előtt egy 96 másodperces előzetest tettek közzé a Cinema Today japán filmes weboldalon.
A filmet Japánban 2011. szeptember 17-én mutatták be, az oszakai Theater Umeda és az ikebukurói (Tokió) Cine Libre mozikban vetítették. A Hotarubi no mori e európai premierje 2011. október 8-án volt a glasgow-i Scotland Loves Animation fesztiválon, melyet interjúk és egy kérdések és válaszok (Q&A) szekció követett Jokojama Ajako producerrel és Szató Jumi animációs producerrel. A filmet az edinburghi Scotland Loves Animation fesztiválon is levetítették 2011. október 14-én, a Brain’s Base stúdió által készített két másik rövidfilmmel együtt. Késéssel került be a 2011-es Leeds-i Nemzetközi Filmfesztivál programjába, és ingyenesen mutatták be 2011. november 18-án a Leeds-i Városházán. A Hotarubi no mori e egyike volt annak a 60 filmnek, amelyet az első Anime Contents Expón vetítettek a csibai Makuhari Messe rendezvényközpontban, 2012 márciusának végén. A filmet bemutatták az Anime Expo találkozón is a Los Angeles-i Kongresszusi Központban, 2012. június 30-án.
A film limitált kiadású BD- és DVD-lemezei 2012. február 22-én jelentek meg Japánban. A limitált BD-kiadványok illusztrációs kártyakészleteket, matricákat, egy 40 oldalas füzetet, egy szíjat Gin maszkjával és egyéb korlátozott ideig elérhető különlegességeket tartalmaztak. A DVD-hez ugyanakkor nem csomagolták ezeket az extrákat.
Magyarországon 2024. március 16-án tette közzé Pénzes Zsigmond (ZsigiMon) csapata a film rajongói készítésű magyar szinkronját, ami a Magyar Nyelvű Animációért Alapítvány (MaNyAnA) támogatásával készült el.

#### Zene
A film zenéje Kiszecu no mabataki (季節の瞬き; Hepburn: Kisetsu no mabataki) címmel 2011. augusztus 24-én jelent meg az Aniplex kiadásában. A lemezen található 12 dal Josimori Makoto szerzeménye, a Nacu o miteita (夏を見ていた; Hepburn: Natsu o miteita) című záródalt a japán változatban Ótaka Sizuru (Sizzle Ohtaka), a nem hivatalos magyarban Ortán Vivienne adta elő.
| Kiszecu no mabataki dallista | Kiszecu no mabataki dallista | Kiszecu no mabataki dallista | Kiszecu no mabataki dallista | Kiszecu no mabataki dallista | Kiszecu no mabataki dallista | Kiszecu no mabataki dallista | Kiszecu no mabataki dallista | Kiszecu no mabataki dallista | Kiszecu no mabataki dallista |
| #                            | Cím | Hossz                        |                              |                              |                              |                              |                              |                              |                              |
| ---------------------------- | --- | ---------------------------- | ---------------------------- | ---------------------------- | ---------------------------- | ---------------------------- | ---------------------------- | ---------------------------- | ---------------------------- |
| 1.                           | Nacu o miteita (夏を見ていた; Hepburn: Natsu o miteita; I Was Watching Summer) (előadó: Ótaka Sizuru (japán), Ortán Vivienne (magyar)) | 5:28                         |                              |                              |                              |                              |                              |                              |                              |
| 2.                           | Komorebi no komicsi (木漏れ日の小道; Hepburn: Komorebi no komichi)                                                                     | 2:59                         |                              |                              |                              |                              |                              |                              |                              |
| 3.                           | Odzsii-csan no tenohira (おじいちゃんの手のひら; Hepburn: Ojii-chan no tenohira)                                                       | 3:06                         |                              |                              |                              |                              |                              |                              |                              |
| 4.                           | Aru hi, mori no naka (ある日、森の中; Hepburn: Aru hi, mori no naka)                                                                   | 2:47                         |                              |                              |                              |                              |                              |                              |                              |
| 5.                           | Nacu to macsiavaszete (夏と待ち合わせて; Hepburn: Natsu to machiawasete)                                                               | 3:44                         |                              |                              |                              |                              |                              |                              |                              |
| 6.                           | Csokoreito (ちょこれいと; Hepburn: Chokoreito; Chocolate)                                                                              | 1:53                         |                              |                              |                              |                              |                              |                              |                              |
| 7.                           | Jurajura to hirahira to (ゆらゆらとひらひらと; Hepburn: Yurayura to hirahira to)                                                       | 4:03                         |                              |                              |                              |                              |                              |                              |                              |
| 8.                           | Aki mo fuju mo haru mo (秋も冬も春も; Hepburn: Aki mo fuyu mo haru mo)                                                                 | 4:27                         |                              |                              |                              |                              |                              |                              |                              |
| 9.                           | Cuki no ito akaki ni (月のいとあかきに; Hepburn: Tsuki no ito akaki ni)                                                                | 3:34                         |                              |                              |                              |                              |                              |                              |                              |
| 10.                          | Kanakana sigure (かなかなしぐれ; Hepburn: Kanakana shigure)                                                                            | 3:48                         |                              |                              |                              |                              |                              |                              |                              |
| 11.                          | Jamagami no mori e (山神の森へ; Hepburn: Yamagami no mori e)                                                                           | 3:31                         |                              |                              |                              |                              |                              |                              |                              |
| 12.                          | Suiro no inori (朱色の祈り; Hepburn: Shuiro no inori)                                                                                  | 1:54                         |                              |                              |                              |                              |                              |                              |                              |
| 41:14                        | |                              |                              |                              |                              |                              |                              |                              |                              |

## Fogadtatás
A manga Aizoban Hotarubi no mori e című emlékkiadása a 13. helyet érte el az Oricon képregényeladási listáján, 40 641 eladott példánnyal a megjelenést követő első héten, 2011. szeptember 5–11. között.
Az anime Japánban nagy sikernek örvendett, és hónapokon át minden tokiói vetítésen sok rajongót vonzott. A glasgow-i Scotland Loves Animation fesztiválon tartott európai premierjét követően a Hotarubi no mori e elnyerte a Zsűri Díját. 2012. januárjában elnyerte az Animációs Filmdíjat a 66. Mainichi Film Concours-on, a díjátadóra 2012. február 13-án került sor Kavaszakiban. A limitált kiadású BD-lemez a 13. helyen állt az Oricon heti BD-eladási listáján 2012. február 20–26. között, a megjelenését követő öt napban 7171 példány kelt el.
Az animefilmet pozitívan fogadták a kritikusok, és Mijazaki Hajao (Studio Ghibli), illetve Sinkai Makoto munkáihoz hasonlították. Andy Hanley az UK Anime Network újságírója, aki részt vett egy vetítésen a Scotland Loves Animation fesztiválon, elmondta, hogy a film „gyönyörű a maga egyszerűségében”, bár megjegyezte, hogy a tetőpont kissé kapkodónak és hirtelennek tűnt, így a közönségnek küzdenie kellett az érzelmeivel.
Nicole MacLean (Nick Browne) a T.H.E.M. Anime Reviewstól „keserédes nosztalgia-vignettának” nevezte a filmet, és dicsérte, mint egy „gyönyörűen részletes és gyönyörű animációjú darabot”. MacLean kedvezően írt a történet alakulásáról, megjegyezve, hogy a gyengéd történet „sötét” felhangjai egyre súlyosbodtak a főszereplő érésével, egyre több nehézséget okozva számára, és hogy Hotaru következetes jellemzése gyermekkorától tinédzserkoráig lenyűgöző volt, különösen a film hosszára való tekintettel. MacLean kritikái a film rövid hosszára, az erdei szellemek rajzfilmszerű ábrázolásainak a film többi részétől való elütésére, valamint a cselekményfejlődés egyik elemével kapcsolatos problémára korlátozódtak a film vége felé. Megjegyezte azonban, hogy az érzékeny nézők a történet egyes aspektusait nem megfelelőnek értelmezhetik, például a főszereplők közötti kezdeti korkülönbséget és azt, ahogyan Gin megbünteti Hotarut gyerekként, amikor megpróbálja megérinteni. Az előbbi esetében MacLean megjegyezte, hogy a főszereplők románca csak akkor alakult ki, amikor Hotaru elkezdte megközelíteni Gin fizikai korát, az utóbbi kapcsán pedig azt állította, hogy Ginnek nem állt szándékában ártani. Mindkét esetben megjegyezte, hogy figyelembe kell venni a japán kulturális különbségeket.
Jokojama Ajako és Szató Jumi producerek is megjegyezték az anime „japánosságát” a Scotland Loves Animation fesztiválon a főbemutatót követő panelbeszélgetésen. Jokojama eredetileg attól tartott, hogy a külföldi közönség nem fogja teljesen megérteni és elfogadni a művet, de a közönség reakciója a glasgow-i bemutatón eloszlatta aggályait. Jokojama és Szató szerint a történet azon elemei, amelyek erős japán kulturális elemeket mutattak, többek között a görögdinnyeevő jelenet magköpködése volt, az a rész, amikor Gin egy bottal fejbe veri a fiatal Hotarut, és az a jelenet, amikor a fiatal Hotaru éjszaka megijed, amikor egy „jókai” arcát látja kirajzolódni a mennyezet fa burkolatának erezetében.
Midorikava a Hotarubi no mori e sikerét a történet minőségének tulajdonította, megjegyezve, hogy még az eredeti manga azon olvasói is, akik kritikusan viszonyultak a művésznő rajzaihoz, szívesen olvasták el a történetet az elejétől a végéig. Úgy vélte, hogy Gin arcának maszk mögé rejtése segített enyhíteni azokat a művészi problémákat, amelyek miatt korábbi munkáit kritizálták. A mangaírói pályafutása elején Midorikava által elszenvedett intenzív nyomás enyhült a Hotarubi no mori e sikerével kapcsolatos pozitív visszajelzések eredményeként. 2011-ben izgatottságát fejezte ki az új animefilm és a manga új novelláskötetben történő újrakiadása miatt, megjegyezve, hogy könnyeket csalt a szemébe, amikor megpróbált írni a Hotarubi no mori e-vel kapcsolatos érzéseiről és legfrissebb tapasztalatairól. A történetet egy „értékes műnek” írta le, amely segített neki kapcsolatokat építeni.

## Díjak és jelölések
| Év   | Díj                        | Kategória         | Jelölt(ek)                          | Eredmény |
| ---- | -------------------------- | ----------------- | ----------------------------------- | -------- |
| 2011 | Scotland Loves Animation   | Zsűri Díja        | A szentjánosbogarak fényének erdeje | Elnyerte |
| 2011 | 66. Mainichi Film Concours | Animációs Filmdíj | A szentjánosbogarak fényének erdeje | Elnyerte |

## Fordítás
- Ez a szócikk részben vagy egészben  a   Hotarubi no Mori e című angol Wikipédia-szócikk ezen változatának fordításán alapul.  Az eredeti cikk szerkesztőit annak laptörténete sorolja fel. Ez a jelzés csupán a megfogalmazás eredetét és a szerzői jogokat jelzi, nem szolgál a cikkben szereplő információk forrásmegjelöléseként.